# Peštera
Peštera (búlgaro:Пещера) é uma cidade da Bulgária, localizada no distrito de Pazardzhik. A sua população era de 20 978 habitantes segundo o censo de 2010.

## Galeria

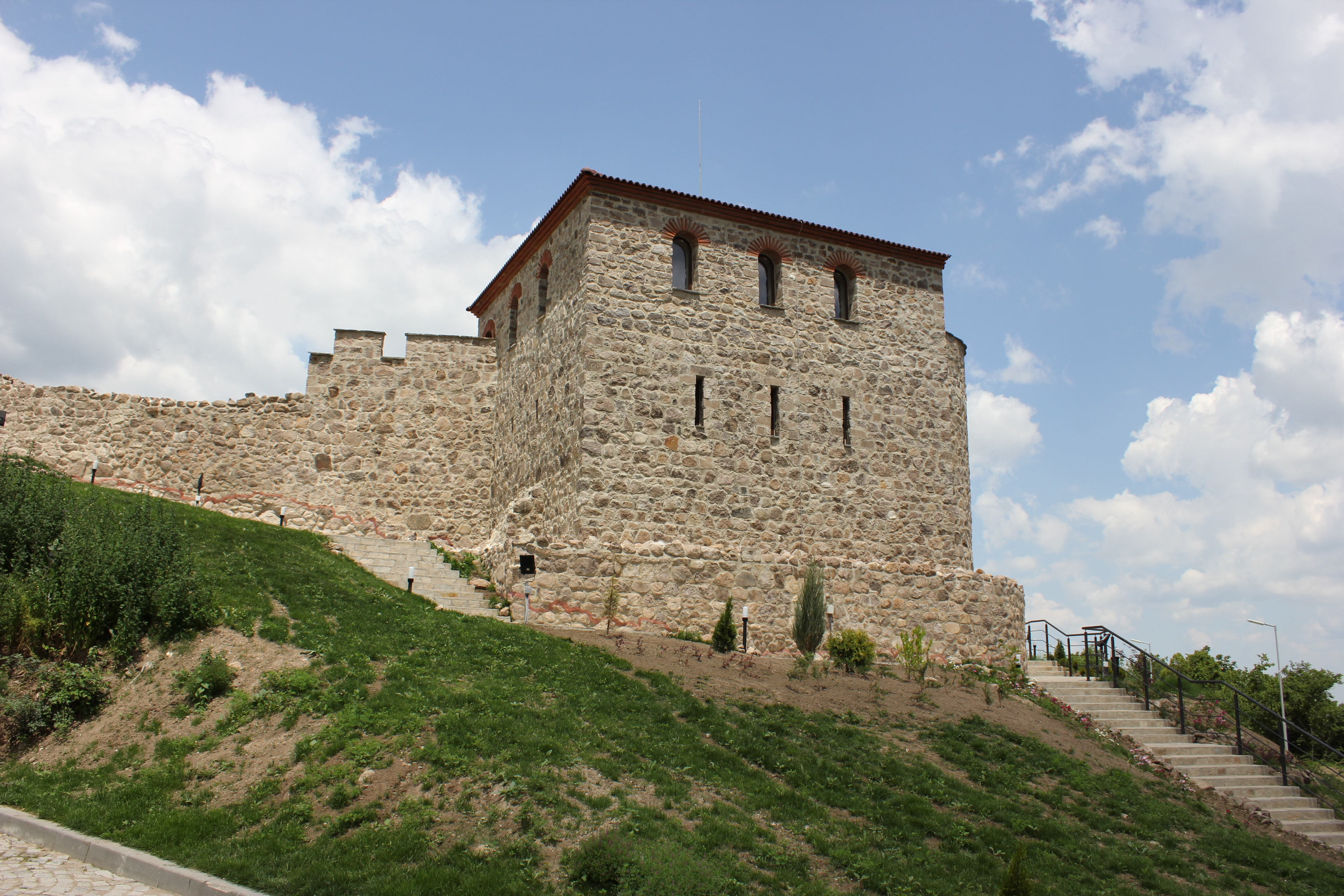
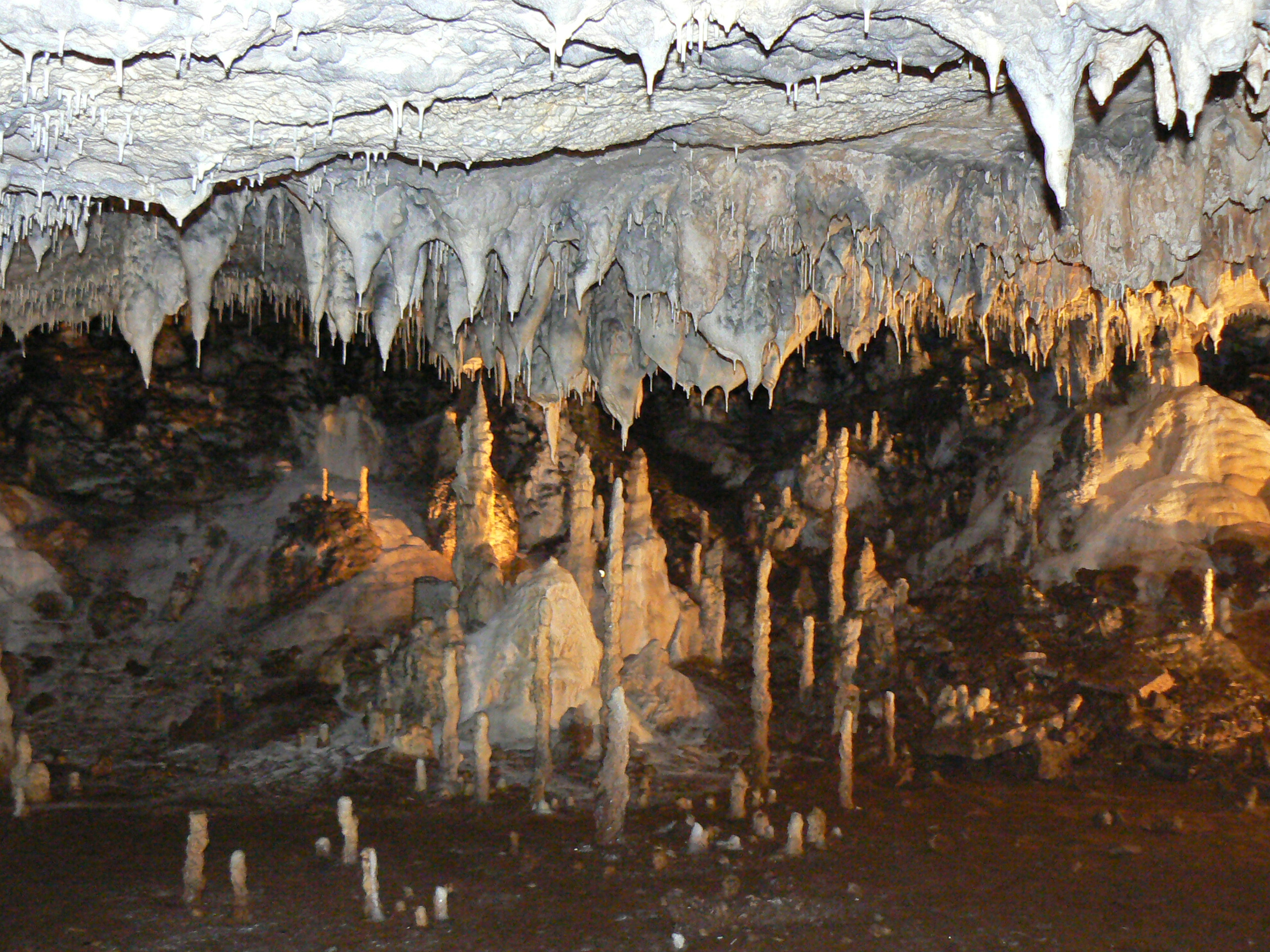
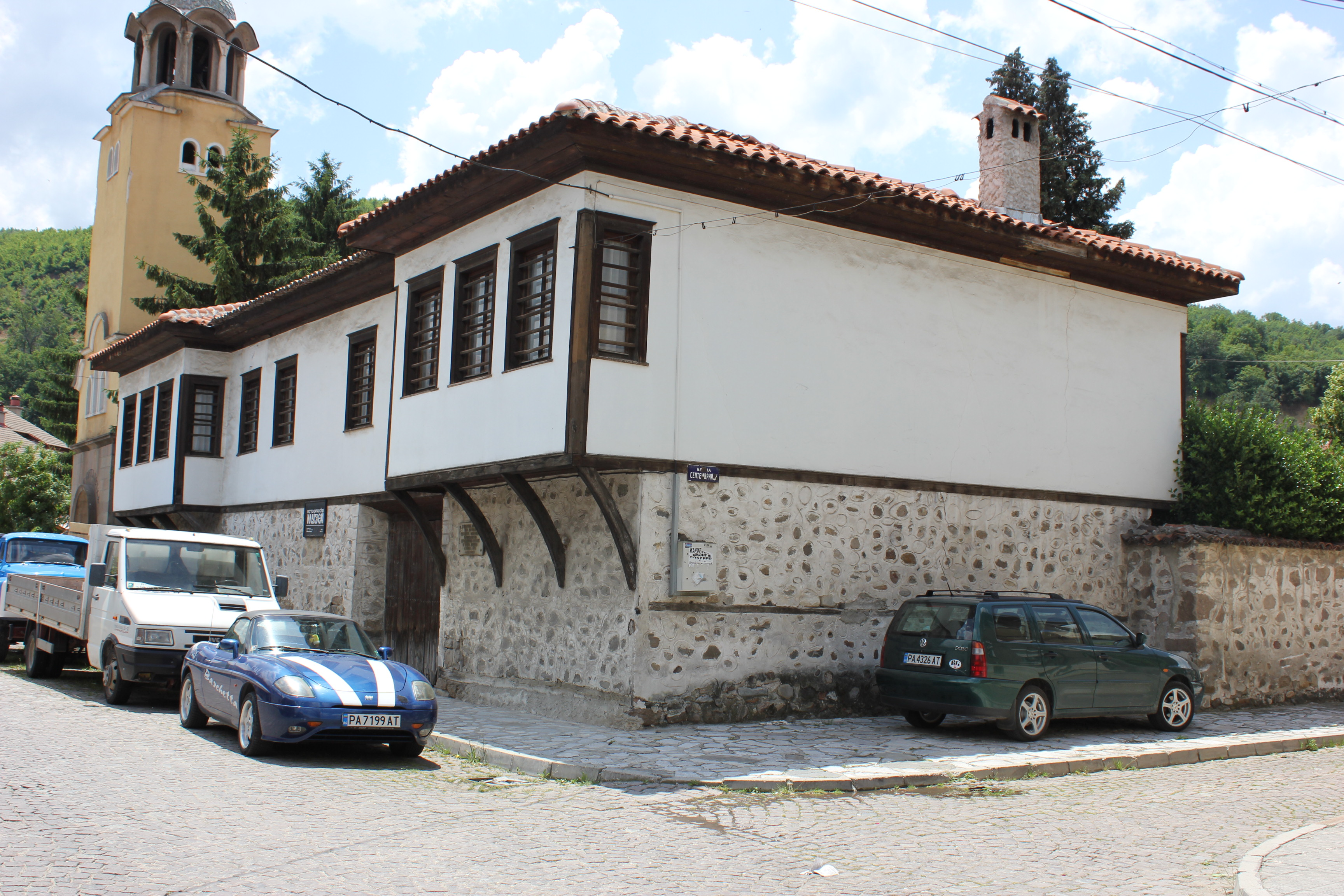
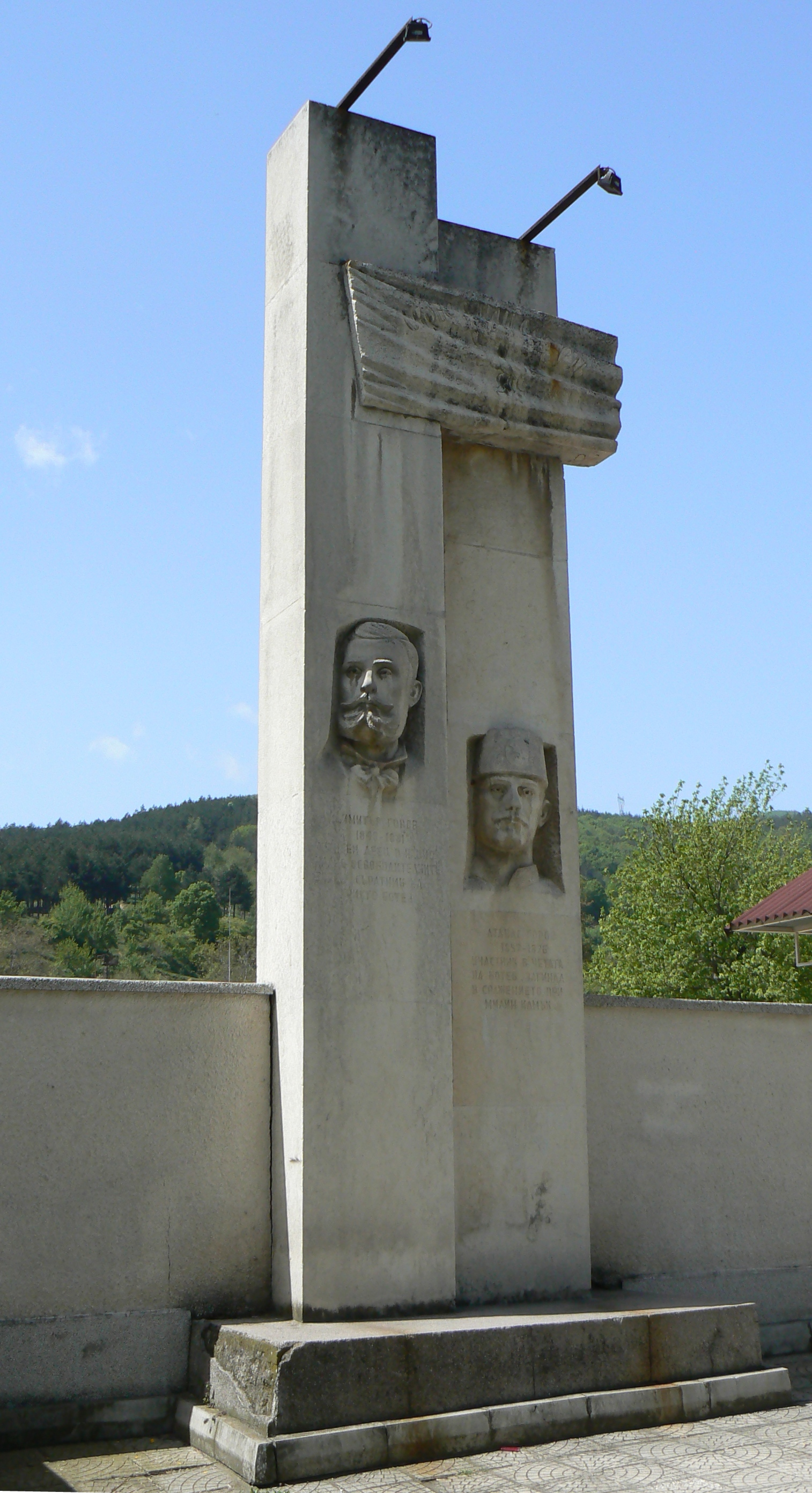
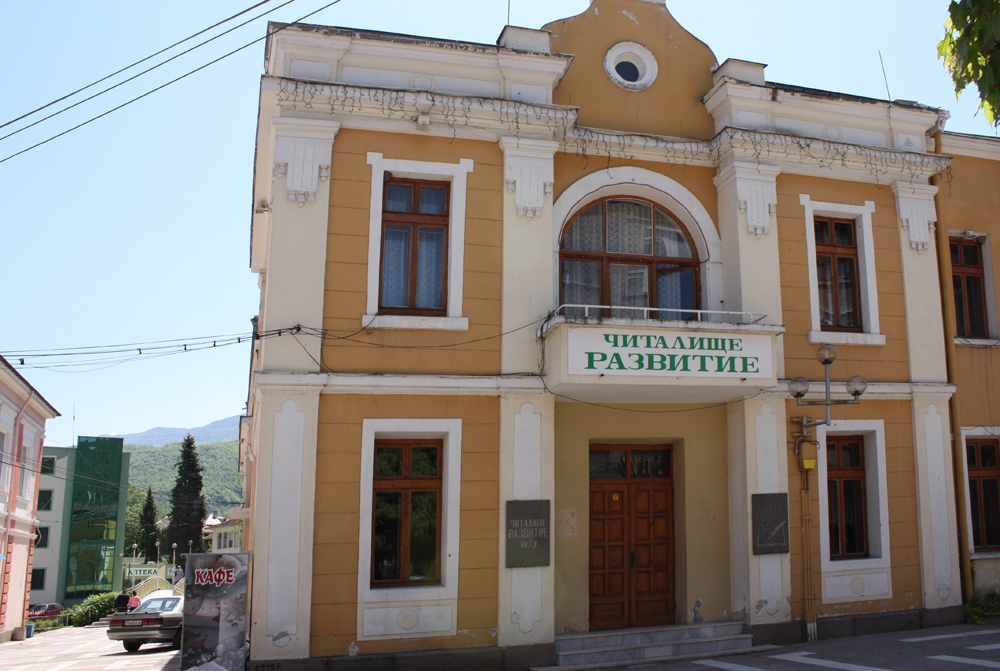

## População
| Peštera | Peštera | Peštera | Peštera | Peštera | Peštera | Peštera | Peštera | Peštera | Peštera | Peštera | Peštera | Peštera | Peštera | Peštera | Peštera | Peštera | Peštera | Peštera | Peštera |
| --- | ------- | ------- | ------- | ------- | ------- | ------- | ------- | ------- | ------- | ------- | ------- | ------- | ------- | ------- | ------- | ------- | ------- | ------- | ------- |
| Ano | 1887    | 1910    | 1934    | 1946    | 1956    | 1965    | 1975    | 1985    | 1992    | 2001    | 2002    | 2003    | 2004    | 2005    | 2006    | 2007    | 2008    | 2009    | 2010    |
| População |         |         |         | 8,938   | 13,777  | 14,619  | 16,861  | 18,713  | 19,280  | 19,411  | 19,341  | 19,228  | 19,214  | 19,090  | 19,127  | 19,302  | 19,302  | 19,337  | 19,363  |
| Fontes: Instituto Nacional de Estatísticas, „citypopulation.de“, „pop-stat.mashke.org“, Bulgarian Academy of Sciences |         |         |         |         |         |         |         |         |         |         |         |         |         |         |         |         |         |         |         |